# Ibrahim Muhammad Didi
Ibrahim Muhammad Didi (in maldiviano އިބްރާހީމް މުޙައްމަދުދީދީ; Male, ... – Colombo, 1980) è stato un politico maldiviano.
Dal settembre 1953 al marzo 1954 è stato il Presidente ad interim delle Maldive. Precedentemente, per un periodo durato dal gennaio al settembre 1953, era stato vicepresidente con Mohamed Amin Didi alla guida del Paese.